# Lasiurus ebenus
Lasiurus ebenus (Fazzolari-Corrêa, 1994) è un pipistrello della famiglia dei Vespertilionidi endemico del Brasile.

## Descrizione

### Dimensioni
Pipistrello di piccole dimensioni, con la lunghezza della testa e del corpo di 57 mm, la lunghezza dell'avambraccio di 45,7 mm, la lunghezza della coda di 58 mm, la lunghezza del piede di 8 mm e un peso fino a 14 g.

### Aspetto
La pelliccia è lunga e densa. Il colore generale del corpo è nerastro, con la porzione centrale dei peli dorsali castano scura e la base dei peli ventrali marrone. Il muso è appuntito e largo, dovuto alla presenza di due masse ghiandolari sui lati. Le orecchie sono grandi, arrotondate e ben separate. Il trago è corto, stretto, con l'estremità arrotondata e curvato in avanti. Le membrane alari sono nerastre. La punta della lunga coda si estende leggermente oltre l'ampio uropatagio, il quale è quasi completamente ricoperto di lunghi peli leggermente più chiari del dorso.

## Biologia

### Alimentazione
Si nutre di insetti.

## Distribuzione e habitat
Questa specie è conosciuta soltanto da due esemplari catturati nei parchi statali da Ihla do Cardoso e Carlos Botelho, entrambi nello stato brasiliano di San Paolo.

## Conservazione
La IUCN Red List, considerato che questa specie è conosciuta soltanto attraverso un individuo catturato in un'area protetta ma all'interno di una regione soggetta ad un forte sviluppo, classifica L.ebenus come specie con dati insufficienti (DD).